# Combat de Limbourg
Batailles
Le combat de Limbourg s'est déroulée le 9 novembre 1792, entre les troupes françaises et les troupes prussiennes, pendant les guerres de la Révolution française de la Première Coalition.

## Préambule
Pendant que les Autrichiens se voyaient à la veille de perdre leurs possessions en Belgique, l'armée prussienne, qui s'était à peine échappée de France, accourait au secours du Palatinat envahi par le général Custine.
Après avoir protégé Coblence en y laissant une division, le Duc de Brunswick, s'installa à Limbourg cherchant à s'opposer à la progression des Français.
Le 8 novembre, Custine ordonne au général Houchard de rassembler tous ses détachements et d'attaquer les Prussiens dans Limbourg. Le général Meunier devait soutenir l'attaque avec son corps d'armée.

## La bataille
Le général Houchard surprend les Prussiens qui, ne croyant pas qu'on oserait les attaquer dans Limbourg, gardaient négligemment la ville.
Les Français installèrent tranquillement leurs batteries avant même que l'ennemi ne songea à se défendre. Toutefois après quelques hésitations les Prussiens font sortir leurs hussards qui se jettent dans les rangs français, semant quelque peu la confusion. Mais bientôt foudroyés par le feu d'artillerie ils sont contraints de reculer et de rentrer dans la ville poursuivis vivement par les troupes françaises.
Les Français chassent les Prussiens de la ville qui se retirent sur Montabaur, tandis que les vainqueurs se fortifient dans leur conquête

## Ordre de bataille
République française
- 1er bataillon de chasseurs
- 9e régiment de cuirassiers
- 2e régiment de chasseurs à cheval